# 5251 Bradwood
5251 Bradwood este un asteroid care intersectează orbita planetei Marte.

## Descriere
5251 Bradwood este un asteroid care intersectează orbita planetei Marte. Asteroidul prezintă o orbită caracterizată de o semiaxă mare de 2,36 ua, o excentricitate de 0,30 și o înclinație de 22,2° în raport cu ecliptica.